# Kalînivka, Konotop
Kalînivka (în ucraineană Калинівка) este un sat în orașul regional Konotop din regiunea Sumî, Ucraina.

## Demografie
Componența lingvistică a localității Kalînivka
     Ucraineană (95,48%)
     Rusă (3,95%)
     Alte limbi (0,38%)
Conform recensământului din 2001, majoritatea populației localității Kalînivka era vorbitoare de ucraineană (95,48%), existând în minoritate și vorbitori de rusă (3,95%).